# Portugais (peuple)
Cet article concerne le peuple. Pour la langue, voir Portugais. Pour les homonymes, voir Portugaise.
Les Portugais ([pɔʁ.ty.ɡɛ]) sont : 
- selon la constitution portugaise, le droit du sol et le droit international, les citoyens du Portugal, quelles que soient leurs langues, origines et traditions culturelles[2] ;
- selon la définition ethnique, le droit du sang et l'appartenance linguistique et culturelle, le groupe ethnique roman occidental qui s'auto-désigne comme Portugueses ([poɾ.tu.ˈge.ziʃ ]).

Le peuple portugais commença à émigrer lors de l'Âge des découvertes qui débuta en 1415 avec la conquête de Ceuta puis créa un vaste empire colonial qui a duré près de cinq siècles et a pris fin avec la rétrocession de Macao à la Chine en 1999 ; au XXIe siècle, la communauté des pays de langue portugaise (Angola, Brésil, Cap-Vert, Guinée-Bissau, Guinée équatoriale, Macao, Mozambique, Sao Tomé-et-Principe et Timor oriental) en est issue et près de 220 millions de personnes à travers le monde sont toujours des lusophones natifs.

## Ethnonymie
L'ethnonyme est mentionné sous la graphie Portugoys par Philippe de Commynes vers 1500.